# Дейл Гарднър
Дейл Алън Гарднър (на английски: Dale Allan Gardner) e астронавт на НАСА, участник в два космически полета.

## Образование
Дейл Гарднър завършва гимназия в Савана, Джорджия през 1966 г. През 1970 г. получава бакалавърска степен по инженерна физика от Университета на Илинойс.

## Военна кариера
Дейл Гарднър постъпва на активна служба в USN с чин мичман (във ВМС на Великобритания и САЩ - първо офицерско звание) през октомври 1970 г., след допълнително обучение в Пенсакола, Флорида. Той е навигационен полетен офицер на бойни и изпитателни ескадрили, опериращи със самолет F-14 Tomcat. В средата на 70-те години служи на атомния сомолетоносач USS Enterprise (CVN-65). Извършва полети с F-14 като тестови навигационен офицер. По време на своята кариера Дейл Гарднър има общ нальот от 2300 полетни часа.

## Служба в НАСА
Дейл Гарднър е избран за астронавт от НАСА през юни 1978 година, Астронавтска група №8. Завършва общия курс на обучение по програмата Спейс шатъл през август 1979 г. Първото си назначение получава по време на мисията STS-4, когато е включен в поддържащия екипаж. Има 337 часа в космоса и две космически разходки (по време на втория си полет) с обща продължителност 12 часа.

### Полети
Дейл Гарднър лети в космоса като член на екипажа на две мисии:
| Космически полети на Дейл Алън Гарднър                         | Космически полети на Дейл Алън Гарднър | Космически полети на Дейл Алън Гарднър | Космически полети на Дейл Алън Гарднър | Космически полети на Дейл Алън Гарднър | Космически полети на Дейл Алън Гарднър | Космически полети на Дейл Алън Гарднър |
| №                                                              | Дата                                   | КК                                     | Емблема на мисията                     | Функции                                | Продължителност                        |                                        |
| -------------------------------------------------------------- | -------------------------------------- | -------------------------------------- | -------------------------------------- | -------------------------------------- | -------------------------------------- | -------------------------------------- |
| 1                                                              | 30 август 1983                         | „Чалънджър“, мисия STS-8               |                                        | Специалист на мисията                  | 6 денонощия 01 час 08 мин. 43 сек.     |                                        |
| 2                                                              | 8 ноември 1984                         | „Дискавъри“, мисия STS-51A             |                                        | Специалист на мисията                  | 7 денонощия 23 час 44 мин. 56 сек.     |                                        |
| Сумарно време в космоса – 14 денонощия 00 часа 52 мин. 39 сек. |                                        |                                        |                                        |                                        |                                        |                                        |

## Награди
- Медал за отлична служба на Родината (3);
- Летателен кръст за отлична служба;
- Медал за национална отбрана;
- Специален медал на въоръжените сили;
- Медал на НАСА за участие в космически полет (2).